# Auttapon Sangtong
Auttapon Sangtong (thailändisch อรรถพล เเสงทอง; * 29. April 2004) ist ein thailändischer Fußballspieler.

## Karriere

### Verein
Auttapon Sangtong erlernte das Fußballspielen in der Collegemannschaft des Assumption College. Von 2021 bis Mitte 2024 spielte er mit dem Assumption United FC 29-mal in der Western Region der dritten Liga. Anfang Juli 2024 unterschrieb er einen Vertrag beim Zweitligisten Samut Prakan City FC. Sein Zweitligadebüt gab Sangtong am 22. September (6. Spieltag) im Heimspiel gegen den Erstligaabsteiger Police Tero FC. Bei dem 2:2-Unentschieden wurde er in der 58. Minute für den Brasilianer Diogo Rangel eingewechselt. Nach zwölf Ligaspielen wechselte er im Dezember 2024 zum Erstligisten Nakhon Pathom United FC. Am Ende der Saison 2024/25 belegte er mit Nakhon Pathom den vorletzten Tabellenplatz und musste somit in die zweite Liga absteigen.

### Nationalmannschaft
Auttapon Sangtong gab sein Debüt in der thailändischen U23-Nationalmannschaft am 19. März 2025 in einem Freundschaftsspiel gegen die Vereinigten Arabischen Emirate. Bei der 1:0-Niederlage im Grand-Hamad-Stadion stand er in der Startelf und spielte die kompletten 90 Minuten.